# Niedźwiadki (przełęcz)
Niedźwiadki (899 m) – przełęcz w Masywie Trzech Koron w Pieninach Właściwych, oddzielająca najbardziej na wschód wysunięty szczyt masywu Pańską Skałę (ok. 920 m) od Płaskiej Skały (ok. 950 m). Rejon przełęczy porasta las.
Niedźwiadki znajdują się na obszarze Pienińskiego Parku Narodowego w granicach wsi Sromowce Niżne w województwie małopolskim, w powiecie nowotarskim, w gminie Czorsztyn.

## Szlaki turystyczne
Szczawnica – Sokolica – Sokola Perć – Zamkowa Góra – przełęcz Niedźwiadki – Trzy Korony – Przełęcz Szopka – Macelak – Kozia Góra – Czorsztyn.